# M 30 (звёздное скопление)
M 30 (также известно как Мессье 30 ил NGC 7099) — шаровое скопление в созвездии Козерога.

## История открытия
Скопление было открыто Шарлем Мессье в 1764 году.

## Характеристики
M30 находится на расстоянии примерно 26 000 световых лет от Земли.

## Наблюдения

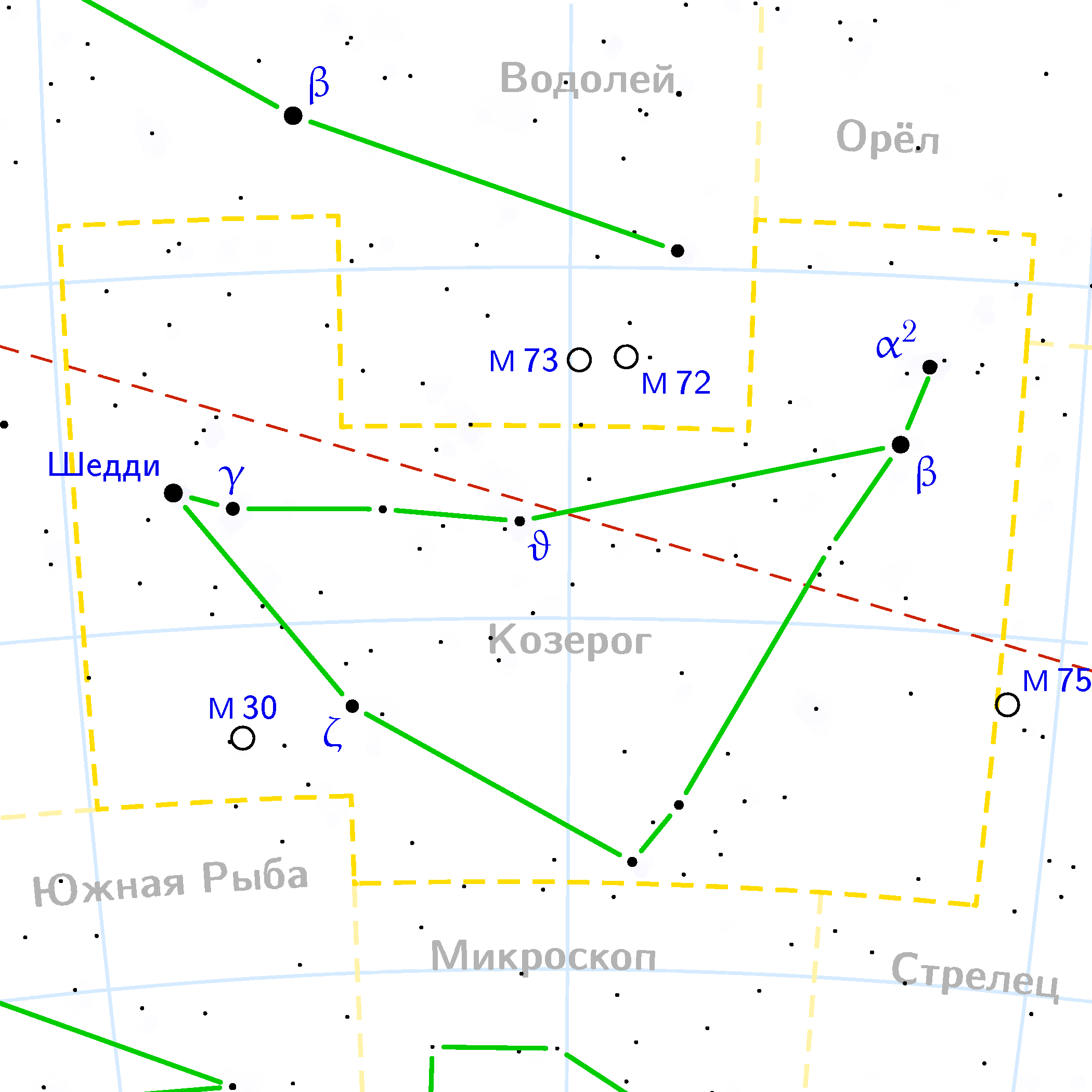
Шаровое скопление M 30 находится в Созвездии Козерога

Это один из самых южных объектов каталога Мессье и потому он не часто попадает в поле зрения любителей астрономии умеренных широт северного полушария Земли. Летом на южном чёрном небе это любопытный для наблюдений объект даже для обладателя не самого апертурного телескопа. Скопление лежит в восточной части созвездия Козерога около звездочки 5-й величины 41 Cap. Оно умеренно концентрировано, круглое по форме, на западной периферии гало звезда 8-й величины, по южной части — цепочка из 4-5 звезд. Начало разрешения на звезды при апертуре телескопа от 250 мм и соответствующем увеличении.

### Соседи по небу из каталога Мессье
- M 72 и M 73 — (на северо-западе, в Водолее) неяркое шаровое скопление и астеризм из трех звезд;
- M 2 — (на север, в Водолее) довольно яркое шаровое скопление;

Забравшись так далеко на юг, стоит потратить время для наблюдения «Улитки» (или NGC 7293) — большой и умеренно яркой кольцеобразной планетарной туманности. Она лежит в десятке градусов на восток от M 30.

### Последовательность наблюдения в «Марафоне Мессье»
…M 2 → M 55 → M 30 это последний объект «Марафона Мессье».

## Изображения
Гал.долгота 27,1791° 

Гал.широта −46.8355° 

Расстояние 27 140 св. лет